# Charles Louis de Marbeuf
Louis Charles René, conte di Marbeuf (Rennes, 4 novembre 1712 – Bastia, 20 settembre 1786) è stato un generale e politico francese, gran croce dell'Ordine di San Luigi.

## Biografia
Figlio di Charles Claude de Marbeuf, un aristocratico bretone, prestò servizio nell'esercito, divenendo colonnello dei dragoni, prima di prendere parte alla pacificazione della Corsica, dapprima come comandante ad interim dell'esercito tra Chauvelin e il conte di Vaux (dicembre 1768-aprile 1769), poi come comandante di un corpo d'armata fino alla battaglia di Ponte Nuovo. Nel 1774 costruì il villaggio di Cargese per un gruppo di coloni greci che vivevano ad Ajaccio. Il 29 settembre 1783 sposò a Parigi Catherine Antoinette Salinguerra de Gayardon de Fenoyl.
Il 23 ottobre 1768 fu nominato luogotenente generale delle truppe d'occupazione francesi in Corsica e rimase responsabile del governo del nuovo possedimento francese dopo la partenza del conte di Vaux.
In riconoscimento dei suoi meriti militari fu nominato marchese di Cargese da Luigi XV. Durante il suo soggiorno in Corsica Marbeuf strinse amicizia con la famiglia Bonaparte e fu protettore del giovane Napoleone, ottenendo per lui un posto al collegio militare di Brienne, come è ricordato nel Memoriale di Sant'Elena.

## Opere
- Mémoire sur la subvention dont le Roi a ordonné que la levée soit faite dans l'île de Corse. [23 juin 1770.] Memoria su la sovvenzione di cui il Re ha ordinato sia fatta la colletta nell'isola di Corsica, impimerie S.F. Batini, Bastia
- Discours prononcé par Mr. le comte de Marbeuf à l'ouverture des États de Corse à Bastia, le 26 mai 1779, imprimerie de Vve Batini, Bastia, 1785 (online)

| Controllo di autorità | VIAF (EN) 47070029 · ISNI (EN) 0000 0000 4127 7840 · CERL cnp00666172 · LCCN (EN) n2007013068 · GND (DE) 130258598 · BNF (FR) cb155102176 (data) |